# 清华大学政治学系
清华大学政治学系，是清华大学社会科学学院下属的一个系，始建于1926年，2000年复建。

## 历史
- 1926年，清华大学部取消普通科，政治学系建立，余日宣任系主任。
- 1920年，成立政治学研究会。
- 1929年，政治学系归属法学院。
- 1937年后，西南联大时期，张奚若任清华政治学系主任兼西南联大政治学系主任。
- 1952年，院系调整，调出参与组建北京政法学院。
- 2000年5月，清华政治学系复建。
- 2009年9月，原政治系人员组成马克思主义学院，政治学系重组，由张小劲任系主任，景跃进任副主任，年轻教师有刘瑜、谈火生、 苏毓淞等。

## 现状
清华政治学系目前有教授3人，副教授2人和讲师3人，都具有国内外著名高校的博士学位。主要研究方向有：政治理论、比较政治学、中国政府与政治、政治学方法论。开设本科、硕士和博士课程。
清华政治学系管理的研究中心有：民主与治理研究中心 (Centre for Democracy and Governance, CDG)、中国政治发展研究中心 (Centre for China’s Political Development, CPD)、比较地区一体化研究中心 Comparative Regional Integration Studies, CRIS)。筹建中的研究中心包括：比较政治文化研究所 (Institute of Comparative Political Culture, ICPC)、政治学量化分析研究所 (Institute of Quantitative Political Analysis and Research, IQPAR)。

## 知名人物
清华大学群星璀璨，中国政治学学科之建立及发展，与清华大学息息相关。清华政治学系建立至今，不仅培养了中国政治学界的许多著名学者，亦有众多知名学者在此任教，他们有：余日宣、 钱端升、刘师舜、郑麐、吴之椿、张奚若、莱特、胡道维、浦薛凤、程树德、萧公权、沈乃正、陈之迈、龚祥瑞、陈体强、王造时、端木正等。